# Paul Honigsheim
Paul Honigsheim (* 28. März 1885 in Düsseldorf; † 22. Januar 1963 in East Lansing, Michigan, USA) war ein deutscher Sozialwissenschaftler. Er gilt als ein Mitbegründer der deutschen Soziologie.

## Leben
Honigsheim wurde 1885 in Düsseldorf geboren und war der Sohn eines Bankdirektors. Seine Mutter war Französin. Honigsheim studierte Geschichte und Soziologie, Jura, Politikwissenschaft und Philosophie in Bonn, Berlin und Heidelberg und war ein Schüler und Freund Max Webers. Bei ihm promovierte er 1914 mit dem Thema: „Die Staats- und Sozial-Lehren der französischen Jansenisten im 17. Jahrhundert“. Ab 1919 war er am Institut für Soziologie in Köln tätig und lehrte dort, ab 1927 als Professor, Philosophie, Soziologie und Sozialpädagogik. Konrad Adenauer hatte ihm 1920 hauptamtlich die Leitung der Kölner Volkshochschule übertragen.
1933 emigrierte er nach Frankreich, da er als regimefeindlich galt. Das Frankfurter Institut für Sozialforschung hatte verfolgungsbedingt in Paris einen Zweig eingerichtet, das Centre de Documentation an der école normale supérieure, das Honigsheim leitete. Zwischen 1936 und 1938 unterrichtete er an der Nationalen Universität von Panama und 1938 folgte er einem Ruf als Professor in die USA, wo er nach East Lansing übersiedelte. Bis 1950 lehrte er als Professor für Soziologie und Anthropologie an der Michigan State University.

## Forschungsansatz
Insbesondere in seinen Spezialdisziplinen Musiksoziologie und Religionssoziologie arbeitete Honigsheim historisch-vergleichend (bis zurück zu schriftlosen Kulturen), wobei er, anknüpfend an Max Weber, Idealtypen als Hilfskonstruktionen verwendete. Er betrachtete Musiksoziologie und Religionssoziologie als werturteilsfreie Einzelwissenschaften.
Bei der Universität Konstanz, Sozialwissenschaftliches Archiv im Kommunikations-, Informations- und Medienzentrum KIM, befinden sich hektographierte Manuskripte etlicher Vorlesungsskripte aus seiner Zeit in Michigan sowie Vorträge, die er nach 1945 für den RIAS verfasst hat. Ein Verzeichnis dazu liegt vor.
Im Kreisarchiv Viersen gibt es im Bestand Hanna Meuter weit über 50 Archivalien zu Honigsheim, bis zu seinem Tod. Überwiegend sind das seine Werke, die er ihr schickte, da die beiden befreundet gewesen sind.

## Notizen
1. ↑  Findbuch (Memento des Originals vom 3. Februar 2021 im Internet Archive)  Info: Der Archivlink wurde automatisch eingesetzt und noch nicht geprüft. Bitte prüfe Original- und Archivlink gemäß Anleitung und entferne dann diesen Hinweis., online durchsuchbar

| Personendaten    | Personendaten                           |
| ---------------- | --------------------------------------- |
| NAME             | Honigsheim, Paul                        |
| KURZBESCHREIBUNG | deutscher Soziologe und Hochschullehrer |
| GEBURTSDATUM     | 28. März 1885                           |
| GEBURTSORT       | Düsseldorf                              |
| STERBEDATUM      | 22. Januar 1963                         |
| STERBEORT        | East Lansing                            |